# Jelena Gołowina
Jelena Wiktorowna Gołowina (ros. Елена Викторовна Головина, ur. 16 lutego 1961 w Komarowie) – radziecka biathlonistka, reprezentująca również Rosję, multimedalistka mistrzostw świata, a także zdobywczyni Pucharu Świata.

## Kariera
W zawodach Pucharu Świata zadebiutowała 9 stycznia 1985 roku w Mińsku, wygrywając rywalizację w biegu indywidualnym. Tym samym już w debiucie nie tylko zdobyła pierwsze punkty, ale od razu stanęła na najwyższym stopniu podium. W kolejnych startach jeszcze piętnaście razy stawała na podium zawodów tego cyklu, odnosząc kolejne dziewięć zwycięstw: 11 stycznia 1985 roku w Mińsku, 27 lutego 1987 roku w Lahti, 21 stycznia 1989 roku w Borowcu i 4 marca 1989 roku w Hämeenlinna była najlepsza w sprintach, a 2 marca 1989 roku w Hämeenlinna, 14 grudnia 1989 roku w Obertilliach, 25 stycznia 1990 roku w Ruhpolding, 13 grudnia 1990 roku w Les Saisies i 17 stycznia 1991 roku w Ruhpolding wygrywała biegi indywidualne. Najlepsze wyniki osiągnęła w sezonie 1988/1989, kiedy zwyciężyła w klasyfikacji generalnej, wygrywając też klasyfikacje sprintu i biegu indywidualnego. Została wtedy pierwszą w historii radziecką triumfatorką Pucharu Świata. Ponadto w sezonie 1989/1990 była trzecia w klasyfikacji generalnej i ponownie najlepsza w klasyfikacji biegu indywidualnego.
Pierwszy medal zdobyła podczas mistrzostw świata w Egg w 1985 roku, gdzie wspólnie z Kaiją Parve i Wienierą Czernyszową zdobyła złoty medal w sztafecie. Na rozgrywanych dwa lata później mistrzostwach świata w Lahti ponownie wygrała w sztafecie, zdobywając też złoty medal w sprincie. W zawodach tych wyprzedziła Czernyszową i Anne Elvebakk z Norwegii. Reprezentacja ZSRR w składzie: Jelena Gołowina, Kaija Parve i Wieniera Czernyszowa obroniła tytuł wywalczony w sztafecie podczas rozgrywanych rok później mistrzostw świata w Chamonix. Kolejne dwa medale zdobyła na mistrzostwach świata w Feistritz w 1989 roku. Razem z Natalją Prikazczikową i Swietłaną Dawydową wygrała sztafetę, a razem z Prikazczikową, Dawydową i Łuizą Czeriepanową wygrała też bieg drużynowy. W obu tych konkurencjach zwyciężała także na mistrzostwach świata w Oslo/Mińsku/Kontiolahti w 1990 roku i rozgrywanych rok później mistrzostwach świata w Lahti. W 1990 roku zdobyła dodatkowo srebro w biegu indywidualnym, rozdzielając Dawydową i Petrę Schaaf z RFN. Ponadto zdobyła też brązowy medal w sprincie rok później, ulegając tylko Norweżce Grete Ingeborg Nykkelmo i Swietłanie Pieczorskiej (Dawydowej).
W 1992 roku wystartowała na igrzyskach olimpijskich w Albertville, gdzie zajęła 22. miejsce w biegu indywidualnym i 20. w sprincie. Były to jej jedyne starty olimpijskie.

## Osiągnięcia

### Igrzyska olimpijskie
| Rok  | Miejscowość | Konkurencje | Konkurencje | Konkurencje | Konkurencje | Konkurencje | Konkurencje | Konkurencje |
| Rok  | Miejscowość | IN          | SP          | PU          | MS          | RL          | MR          | SR          |
| ---- | ----------- | ----------- | ----------- | ----------- | ----------- | ----------- | ----------- | ----------- |
| 1992 | Albertville | 22.         | 20.         | nd.         | nd.         | –           | nd.         | –           |

### Mistrzostwa świata
| Rok  | Miejscowość            | Konkurencje | Konkurencje | Konkurencje | Konkurencje | Konkurencje | Konkurencje | Konkurencje |
| Rok  | Miejscowość            | IN          | SP          | PU          | MS          | RL          | MR          | SR          |
| ---- | ---------------------- | ----------- | ----------- | ----------- | ----------- | ----------- | ----------- | ----------- |
| 1985 | Egg                    | 5.          | 4.          | nd.         | nd.         | 1.          | nd.         | –           |
| 1986 | Falun                  | 5.          | 5.          | nd.         | nd.         | –           | nd.         | –           |
| 1987 | Lahti                  | 7.          | 1.          | nd.         | nd.         | 1.          | nd.         | –           |
| 1988 | Chamonix               | 4.          | 10.         | nd.         | nd.         | 1.          | nd.         | –           |
| 1989 | Feistritz              | 8.          | 5.          | nd.         | nd.         | 1.          | nd.         | –           |
| 1990 | Oslo/Mińsk/Kontiolahti | 2.          | 5.          | nd.         | nd.         | 1.          | nd.         | –           |
| 1991 | Lahti                  | 4.          | 3.          | nd.         | nd.         | 1.          | nd.         | –           |

### Puchar Świata

#### Miejsca w klasyfikacji generalnej
| Sezon     | Miejsce |
| --------- | ------- |
| 1984/1985 | ?       |
| 1985/1986 | ?       |
| 1986/1987 | ?       |
| 1987/1988 | ?       |
| 1988/1989 | 1.      |
| 1989/1990 | 3.      |
| 1990/1991 | 12.     |
| 1991/1992 | 15.     |

#### Miejsca na podium w zawodach chronologicznie
| Lp. | Dzień       | Rok  | Miejscowość  | Konkurencja                | Lokata | Pudła   | Czas biegu | Strata  | Zwycięzca               |
| --- | ----------- | ---- | ------------ | -------------------------- | ------ | ------- | ---------- | ------- | ----------------------- |
| 1.  | 9 stycznia  | 1985 | Mińsk        | Bieg indywidualny na 15 km | 1.     | 4       | 45:31,0    | –       | –                       |
| 2.  | 11 stycznia | 1985 | Mińsk        | Sprint na 7,5 km           | 1.     | 1       | 20:15,7    | –       | –                       |
| 3.  | 27 lutego   | 1987 | Lahti        | Sprint na 7,5 km           | 1.     | 0+0     | 21:14,7    | –       | –                       |
| 4.  | 19 stycznia | 1989 | Borowec      | Bieg indywidualny na 15 km | 2.     | 0+1+1+0 | 52:53,8    | +28,3   | Natalja Iwanowa         |
| 5.  | 21 stycznia | 1989 | Borowec      | Sprint na 7,5 km           | 1.     | 0+1     | 25:08,1    | –       | –                       |
| 6.  | 26 stycznia | 1989 | Ruhpolding   | Bieg indywidualny na 15 km | 3.     | 2+0+1+1 | 51:48,0    | +1:22,5 | Martina Stede           |
| 7.  | 28 stycznia | 1989 | Ruhpolding   | Sprint na 7,5 km           | 2.     | 0+1     | 24:43,9    | +17,0   | Swietłana Dawydowa      |
| 8.  | 2 marca     | 1989 | Hämeenlinna  | Bieg indywidualny na 15 km | 1.     | 0+2+0+1 | 1:05:53,8  | –       | –                       |
| 9.  | 4 marca     | 1989 | Hämeenlinna  | Sprint na 7,5 km           | 1.     | 1+0     | 36:16,8    | –       | –                       |
| 10. | 14 grudnia  | 1989 | Obertilliach | Bieg indywidualny na 15 km | 1.     | 0+0+0+1 | 50:51,8    | –       | –                       |
| 11. | 25 stycznia | 1990 | Ruhpolding   | Bieg indywidualny na 15 km | 1.     | 2+0+0+1 | 58:50,7    | –       | –                       |
| 12. | 20 lutego   | 1990 | Mińsk        | Bieg indywidualny na 15 km | 2.     | 1+2+0+0 | 51:53,4    | +1:54,8 | Swietłana Pieczorska    |
| 13. | 13 grudnia  | 1990 | Les Saisies  | Bieg indywidualny na 15 km | 1.     | 0+2+0+0 | 1:03:46,9  | –       | –                       |
| 14. | 17 stycznia | 1991 | Ruhpolding   | Bieg indywidualny na 15 km | 1.     | 0+0+1+1 | 51:10,0    | –       | –                       |
| 15. | 19 lutego   | 1991 | Lahti        | Sprint na 7,5 km           | 3.     | 0+0     | 30:01,9    | +33,2   | Grete Ingeborg Nykkelmo |
| 16. | 23 stycznia | 1992 | Anterselva   | Bieg indywidualny na 15 km | 3.     | 1+0+0+0 | 51:31,9    | +38,9   | Nadeżda Aleksiewa       |